# Povratak u budućnost 2
Povratak u budućnost 2 (eng. Back to the Future Part II), američka znanstveno-fantastična komedija; drugi nastavak trilogije Povratak u budućnost redatelja  Roberta Zemeckisa iz 1989. godine. Ovaj film i treći dio trilogije, Povratak u budućnost 3, snimani su istodobno (kao prvi filmovi u povijesti) i objavljeni u razmaku od šest mjeseci.

## Radnja
Priča se nastavlja s Martyjem McFlyjem i Emmettom Brownom koji sada putuju kroz vrijeme iz 1985. u 2015. godinu da spriječe Martyjevu djecu da ne unište vlastite živote. Kako je Jennifer vidjela  De Lorean, poveli su i nju, a Doc je uspavljuje jer postavlja previše pitanja o budućnosti; Doc vjeruje kako nitko ne bi trebao znati svoju budućnost. Martyjevu sinu, Martyju Junioru, prilazi Griff Tannen, Biffov unuk, i upita ga hoće li se priključiti njegovoj bandi u pljački. Prema Docu, ovaj događaj će dovesti do uništenja cijele obitelji McFly. Marty se predstavlja kao Marty Junior i kaže Griffu kako se neće pridružiti bandi. Banda se razbjesni i počne ganjati Martyja. Marty uspijeva pobjeći na lebdećoj dasci, a na kraju banda upada na sud i završava u zatvoru, ne izvršivši pljačku.
Marty u 2015. gleda kako su Chicago Cubsi pomeli anonimnu ekipu iz Miamija u finalu američke bejzbol lige. Ostaje iznenađen jer Miami u 1985. nema bejzbolsku ekipu i dodaje kako bi htio otići na početak sezone da stavi novac na Cubse, čiji su izgledi za osvajanje prvenstva na početku bili 100:1. U tom Martyju pada na pamet kako putovanje kroz vrijeme može biti korisno u sportskom klađenju. U jednom antikvarijatu, u kojem se prodaju razne stvari iz  20. stoljeća, kupuje sportski almanah za razdoblje od 1950. do 2000., koji sadrži sve značajnije sportske rezultate u tom razdoblju. Doc nalazi almanah i počne prigovarati Martyju kako on nije napravio vremenski stroj za takve trivijalne stvari kao što je klađenje, te ubaci almanah u kantu za smeće. Biff iz 2015. načuje razgovor i uzima almanah iz kante nakon što su Doc i Marty otišli.
Jennifer preko otisaka prstiju greškom uhvati policija koja ju je zamijenila s Jennifer iz 2015. i odvodi je kući. Skrivajući se u ormaru, ona gleda svoju obitelj koja je daleko od onog što je ona zamišljala. Marty iz 2015. prima telefonski poziv od kolege Needlesa (kojeg glumi Flea, basist Red Hot Chili Peppersa, koji će se pojaviti i u trećem nastavku u istoj ulozi), koji mu nudi sudjelovanje u profitabilnom, ali ilegalnom poslu. Marty pristaje kad ga Needles naziva kukavicom, međutim, razgovor je čuo i njihov šef u CusCo-u, g. Fujitsu ("The Jits"), te automatski otpušta Martyja. (Dok je Needles završavao video-poziv, pogledao je na stranu, kao da gleda nekoga. Odmah nakon toga, pojavljuje se Jits, dajući do znanja da je Needles htio da Martyja uhvate i otpuste). Doc konačno pronalazi Jennifer te je tiho izvlači iz kuće nakon što je se susrela sa samom sobom iz budućnosti, a obje su se onesvijestile od šoka. Dok Doc spašava Jennifer, Biff iz 2015. ukrade De Lorean i otputuje kroz vrijeme. Malo prije nego što Marty i Doc vraćaju Jennifer, Biff doživljava srčani udar dok je izlazio iz De Loreana. Doc tada odlučuje da će, kad se vrate 1985., uništiti vremenski stroj jer vjeruje kako donosi nesreću.
Vrativši se u 1985., Marty i Doc ubrzo shvaćaju kako se njihovo vrijeme misteriozno promijenilo. Hill Valley je poharan, u njemu vladaju kriminal i nered. Biff je postao bogat i moćan čovjek. Oženio se Martyjevom majkom, Lorraine, koja je postala alkoholičarka te se po Biffovim naredbama podvrgava plastičnim operacijama. Doc je zatvoren u umobolnicu, a Martyjev otac George je ubijen 1973. Doc pronalazi torbu sa sportskim almanahom i shvaća da je stari Biff dao mladom Biffu almanah negdje u prošlosti, promijenivši mu budućnost. Marty se suprotstavlja Biffu kako bi otkrio kad je i gdje dobio almanah. Otkriva da se to dogodilo 12. studenog 1955., istog dana kada je Marty putovao natrag u 1985.
Trčeći na krov, pokvareni Biff ruga se Martyju spominjući da je on taj koji je ubio njegova oca. Marty, glumeći ogorčenost, 'skače' s krova. Doc ga hvata u lebdećem De Loreanu i nokautira Biffa vratima auta. Marty kaže Docu da neće vjerovati da se ponovno moraju vratiti u 1955., a Doc odgovara: "Ne vjerujem!" Njih dvojica vraćaju se u 1955. Marty, prerušen, ugleda kako Biff iz 2015. daje tinejdžeru Biffu sportski almanah. Marty ostaje zarobljen u Biffovoj garaži, a spasiti ga može samo Doc ili Biff ako se vrati po auto.
Biff kreće na ples u svom svježe opranom autu, dok se Marty uspijeva voziti zajedno s njim na lebdećoj dasci držeći se za auto i pokušava uzeti almanah. Marty konačno uzima almanah, a Doc ga spašava da ga ne pregazi Biff. Biff se ponovno zabija u kamion pun umjetnog gnojiva. Dok počinje oluja s kojom je završio prvi film, Marty spaljuje almanah i tako popravlja budućnost. Doc pokušava popraviti neispravni brojčanik u De Loreanu kako bi se vratio u 1985., ali on pokazuje 1. siječnja 1885. Dok Doc pokušava spustiti auto na zemlju, grom pogađa De Lorean, što ih vraća natrag u 1885. Nekoliko sekundi poslije pojavljuje se dostavljač Western Uniona s pismom. Pismo je preporučeno da se preda Martyju "na tom mjestu, u minutu, 12. studenog 1955.". Marty otvara pismo i shvaća da je pismo napisao Doc, koji se zaglavio u 1885. godini. Marty pokušava pronaći Doca iz 1955., koji je upravo uspio poslati drugog Martyja natrag u budućnost u prvom filmu. Kad je shvatio da se Marty vratio iz budućnosti, Doc pada u nesvijest, a slika nestaje uz riječi "Nastavit će se..."

## Glumci
- Michael J. Fox - Marty McFly stariji, Marty McFly mlađi i Marlene McFly
- Christopher Lloyd - dr. Emmett L. Brown (Doc Brown)
- Lea Thompson - Lorraine Baines (McFly/Tannen)
- Thomas F. Wilson - Biff Tannen i Griff Tannen
- Elisabeth Shue - Jennifer Parker (McFly)
- James Tolkan - g. Strickland
- Jeffrey Weissman i Crispin Glover - George McFly

Uloge Georgea McFlyja i Jennifer Parker odigrali su drugi glumci pa je trebalo ponovno snimati neke scene iz prvog filma.

### Zamjena za Crispina Glovera
Kao što je rekao Bob Gale u dokumentarcu objavljenom na DVD-u, producenti su tražili Crispina Glovera da reprizira ulogu Georgea McFlyja. Glover je pokazao interes, ali je zahtijevao honorar kojeg su producenti smatrali nerazumnim. Glover nije pristao na manju ponudu, pa se nije ni pojavio na filmu. Glover je 1992. u intervjuu za The Howard Stern Show rekao da su on i Zemeckis imali neke "kreativne nesporazume" oko uloge te da je osjećao kako redatelj hoće nekog popustljivijeg glumca. Osim toga, rekao je i kako je ponuđeni honorar bio premali (navodno oko 50 000 dolara), te da je bio siguran kako ga se jednostavno žele riješiti.
Gale i Zemeckis izjavili su kako Glover nije bio zainteresiran za nastavke i da je tražio isti honorar koji je dobio Michael J. Fox, pa je zbog toga izbačen iz cijele priče.
Autori su smislili domišljate načine kako izbjeći pokazivanje lice Georgea McFlyja u filmu. U svim scenama u kojima se pojavljuje lik Georgea McFlyja u ovom filmu i u trećem nastavku  (glumi ga Jeffrey Weisman), prikazan sa sunčanim naočalama, straga, odozgo ili izvan fokusa. Tako se izbjeglo da gledatelji pomisle kako Georgea McFlyja glumi drugi glumac. Osim toga, producenti su iskoristili neiskorištene scene iz filma Povratak u budućnost s Crispinom Gloverom u ulozi McFlyja. Glover je tužio Universal i tražio odštetu, tvrdeći kako u ugovoru za prvi film nije pisalo da se njegova uloga može koristiti u sljedećim filmovima. Dan prije ročišta, Universal se nagodio, isplativši glumcu neutvrđeni iznos. Glover nije htio otkriti iznos kad se pojavio u emisiji Howarda Sterna, ali je rekao kako se Universal najvjerojatnije nagodio jer nije htio javno otvoriti knjige tijekom suđenja.

### Zamjena za Claudiu Wells
Claudia Wells, koja je u prvom dijelu trilogije odigrala Jennifer Parker, djevojku Martyja McFlyja, navodno je imala osobnih problema i odustala od glume 1987. Producenti su nerado angažirali Elisabeth Shue za ulogu koja je zahtijevala ponovna snimanja završnih scena Povratka u budućnost i početnih scena Povratka u budućnost 2. Usporedbom dva filma otkriva se kako je Shue znatno starija od Wells (i malo viša od Michaela J. Foxa).
Prošlo je više od desetljeća kada se Claudia Wells vratila u Hollywood, s glavnom ulogom u nezavisnom filmu Still Waters Burn iz 1996. Ona je jedna od nekoliko glumaca koji se nisu pojavili u dokumentarcima o snimanju trilogije koji su 2002. objavljeni na DVD-u.

### Glasine i urbane legende
Redatelj Robert Zemeckis rekao je u jednom intervjuu kako su lebdeći skateboardi, koji se pojavljuju u filmu, stvarni. Iznenađujuće velik broj ljudi pomislio je kako govori ozbiljno te su ih tražili u trgovinama s igračkama. Nakon izlaska trećeg dijela trilogije, Zemeckis je u drugom intervjuu objasnio kako su "leteće scene" napravljene upotrebom mnoštva specijalnih efekata. Neki obožavatelji su čak tražili Nikeove sportske tenisice koje je Marty nosio u filmu.
Nakon što je bejzbolska ekipa Florida Marlins pobijedila Cleveland Indianse u finalu 1997., počele su kružiti glasine kako je film predvidio rezultat finala; međutim, to, naravno, nije bilo tako. U filmu se uopće ne spominje ekipa Floride kao prvak, nego samo ekipa s Floride koju su porazili Chicago Cubsi u finalu 2015. (šala na račun Cubsa; od 1908. nisu bili prvaci).

## Nagrade
Film je osvojio  nagradu Saturn za najbolje specijalne efekte Kena Ralstona, BAFTA nagradu za Kena Ralstona, nagradu Golden Screen i za najboljeg mladog umjetnika. 1990. je nominiran za Oscara u kategoriji najboljih vizualnih efekata.
Film je zaradio nominacije za vizualne efekte najviše zahvaljujući razvoju nove kompjuterske tehnologije, VistaGlide, koja je nastala posebno za ovaj film - omogućuje da jedan glumac igra dva ili čak tri lika u istoj sceni.

## Zanimljivosti
- U novinama iz budućnosti, u jednom naslovu spominje se kraljica Diana (pokojna princeza Diana) koja dolazi u Washington. Bob Gale šaljivo je rekao (u audio-komentaru) kako nije nije ni pomišljao na princezinu smrt u Parizu 1997., ali je istaknuo kako je to trebao uzeti kao mogućnost.
- Na televiziji u domu McFlyjevih prikazuju se tornjevi Svjetskog trgovačkog centra.
- Zanimljivo je spomenuti kako  De Lorean u ovom filmu može putovati kroz vrijeme a da ne mora postići brzinu od 88 milja na sat. U odgovorima na BTTF.com objašnjava se kako je udar groma izazvao rotaciju auta brzinom od 88 milja na sat, što je De Lorean bacilo nazad u 1885.
- Film završava s trailerom za Povratak u budućnost 3 jer je Zemeckis bio frustriran s neizvjesnim završetkom filma Zvjezdani ratovi, Epizoda 5: Carstvo uzvraća udarac tako da je htio da publika zna da će priča biti kompletirana za šest mjeseci, a ne za nekoliko godina.
- Rezultati američkog nogometa koje Biff sluša na radiju i provjerava ih u almanahu su stvarni rezultati utakmica odigranih 12. studenog 1955.
- Elijah Wood debitirao je u ovom filmu.
- Film ima nekoliko homagea drugim filmovima: 
  - Apokalipsa danas: Poster "Surf Vietnam".
  - Ponoćni kauboj: Kad Martyja McFlyja Juniora umalo udari auto dok pretrčava cestu, on uzvikne, "Ja hodam ovuda, ja hodam ovuda!" kao i lik  Dustina Hoffmana, Ratso Rizzo.
  - Ralje: Kino Holomax 2015. prikazuje film "Ralje 19", koji je režirao Max Spielberg.
  - Za šaku dolara: Kratki isječak iz filma prikazuje se u apartmanu Biffova hotela.

- Osim što je predvidio rezultat finala bejzbolske lige 2015., film je naveo neke pretpostavke koje su se ostvarile ili se ostvaruju dok nam se približava 2015. 
  - Vijetnam: promotivni poster na zgradi iz 2015. na kojem piše "Surf Vietnam". Kad je film premijerno prikazan 1989., SAD nije imao službenih odnosa s Vijetnamom zbog rata i tamnošnje  komunističke vlade. Ali predsjednik  Clinton uspostavio je odnose i Vijetnam pomalo postaje popularno turističko odredište za Amerikance, vjerojatno zbog blizine već popularnog Tajlanda. Osim toga, aluzija na surfanje je homage surferskoj sceni u filmu Apokalipsa danas.
  - Identifikacija s otiscima prstiju: U filmu policija identificira Jennifer preko otisaka prstiju. Ljudi također koriste palac da uđu u svoju kuću ili da kupe neke stvari (neka vrsta online kreditnog sustava). Od 2007., sistem plaćanja otiskom palca počeo se primjenjivati u nekoliko test marketa, a neki laptopi koriste identifikaciju palcem kao dodatno sredtsvo osiguranja.
  - Video-telefoni: Srednjovječni Marty razgovara s Needlesom preko video-telefona s velikim ekranom. Iako postoje od šezdesetih godina, video-telefoni su u širu upotrebu ušli tek nedavno, s razvojem broadband povezivanja.
  - Leteći auti: Razvijeno je nekoliko modela letećih automobila, ali su još preskupi, a neki su još nestabilni u zraku.
  - Elektronika: Griff Tannen kaže kako ima "bioničke umetke" u mozgu, dok jedan član njegove bande ima elektroniku ugrađenu u odjeću (pritiskom na dugme proizveo je kokošje glasanje). Ugradbena elektronika danas se koristi na pacijentima s motoričkim poteškoćama. Odjeća s ugrađenom bežičnom tehnologijom i medicinska oprema nalazi se na tržištu.

## Vanjske poveznice
- Official Universal Pictures site  Arhivirana inačica izvorne stranice od 1. prosinca 2017. (Wayback Machine)
- BTTF.com
- BTTF Frequently Asked Questions written by Bob Gale and Robert Zemeckis
- Povratak u budućnost 2 u internetskoj bazi filmova IMDb-a
- Povratak u budućnost 2 na Rotten Tomatoes